# مورگان چانگیرای
مورگان ریچارد چانگیرای (به انگلیسی: Morgan Richard Tsvangirai) زاده ۱۰ مارس ۱۹۵۲ – درگذشته ۱۴ فوریه ۲۰۱۸) کوشنده حقوق بشر و رئیس جنبش برای تغییر دموکراتیک حزب اصلی اپوزسیون زیمبابوه بود.
چانگیرای، کاندیدای انتخابات رئیس‌جمهوری ۲۰۰۸ و ۲۰۱۳ در برابر رابرت موگابه بود.

## زندگی‌نامه
مورگان در منطقه بوهرا در سپس رودزیای جنوبی متولد شد، او بزرگترین فرزند از نه فرزند خانواده است و در همان کودکی کشاورزی، کارگر معدن، نجار و سنگ‌تراشی می‌کرده‌است. او تحصیلات ابتدایی خود را در مدرسه ابتدایی سنت مارکس گونزو هودزا گذراند و توسط پدرش به مدرسه ابتدایی چیکرا گوتو منتقل شد و سپس به سیلویرا رفت. او تحصیلات متوسطه خود را در دبیرستان گکومر انجام داد.

## ضرب و شتم و دستگیری مارس ۲۰۰۷
در ۱۱ مارس، ۲۰۰۷ یک روز پس از تولد ۵۵ سالگی، چانگیرای بازداشت شد.

### واکنش جهانی به خشونت سیاسی
بازداشت چانگیرای و سرکوب مقامات اپوزسیون محکومیت گستردهای را در پی داشت.
 جمهوری ایرلند - در یک بیانیه، وزیر امور خارجه درمت آهرن عملکرد مقامات زیمبابوه را محکوم و دولت کشور را به دست کشیدن بیدرنگ از اینگونه اقدامات و اتخاذ سیاست نو گفتگو و تعهد با جهان خارج دعوت کرد.

## واکنش وی به سفرمحمود احمدی‌نژاد
- حزب جنبش تحول دموکراتیک زیمبابوه، رقیب حزب رابرت موگابه، روز پنج‌شنبه در واکنش به سفر محمود احمدی‌نژاد به این کشور در بیانیه‌ای دعوت از رئیس‌جمهور ایران به گردهم‌آیی سرمایه‌گذاری را به «دعوت از پشه برای درمان مالاریا» تشبیه کرد.
- در بیانیه حزب آقای چانگیرای آمده‌است: «دیدار احمدی‌نژاد نه فقط توهین به مردم زیمبابوه، بلکه اهانت به دموکراسی و اهانت به مردم مظلوم ایران است.»[۳]

## درگذشت
چانگیرای، روز چهارشنبه ۱۴ فوریه ۲۰۱۸ (۲۵ بهمن ۱۳۹۶) بر اثر سرطان روده بزرگ در سن ۶۵ سالگی درگذشت.